# La Princesse de Navarre (Voltaire)

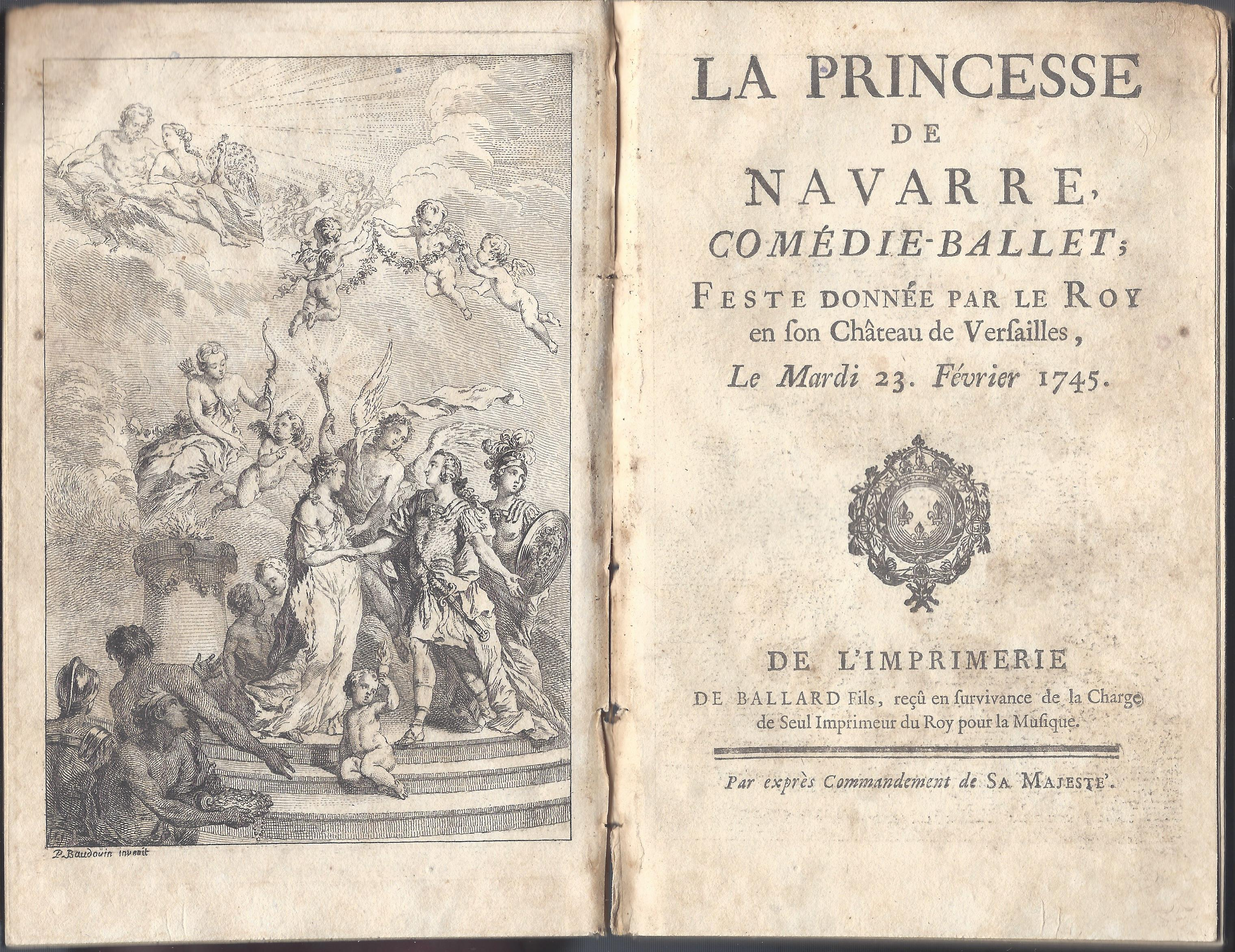
Frontispiz und Titelblatt von La Princesse de Navarre, 1745

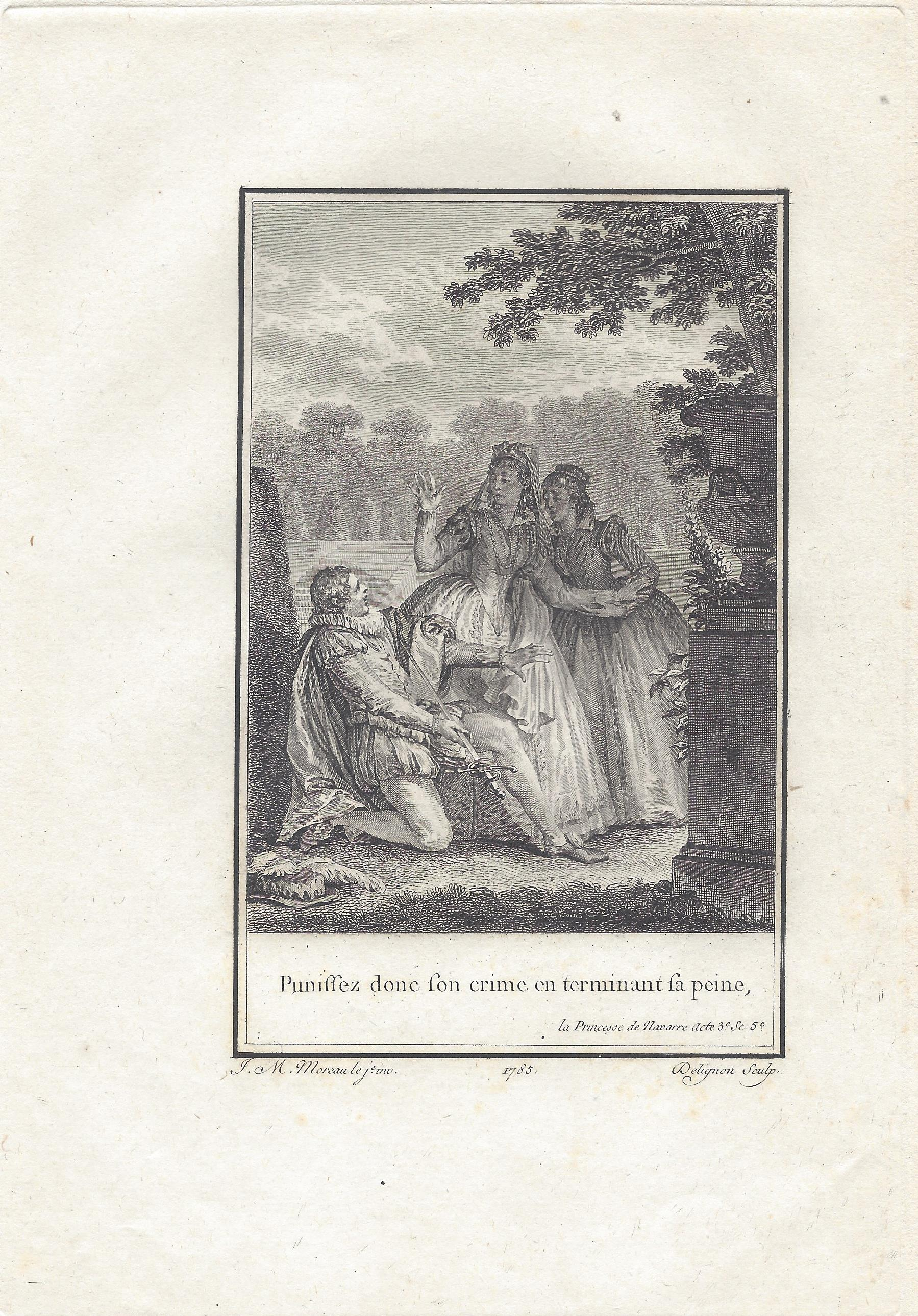
Jean-Michel Moreau: Illustration zur Princesse de Navarre, 1783

La Princesse de Navarre (Die Prinzessin von Navarra) ist ein ab April 1744 entstandenes Libretto für ein Comédie-ballet in drei Akten von Voltaire. Das von Jean-Philippe Rameau vertonte Stück wurde anlässlich der Festlichkeiten zur Hochzeit des Dauphins mit der Infantin von Spanien am 23. Februar 1745 in der umgebauten Grande Écurie von Versailles uraufgeführt. Jean-Jacques Rousseau bearbeitete das Libretto Ende 1745 zur einaktigen Fassung Les Fêtes de Ramire, die am 22. Dezember 1745 uraufgeführt wurde.

## Handlung
Akt 1
Die Handlung spielt in den Gärten des Barons Don Morillo in Navarra. Constance, die Prinzessin von Navarra, ist aus der Gefangenschaft bei Don Pedro, dem König Kastiliens, entkommen und hat sich vor diesem und ihrem Feind, dem Herzog von Foix, auf das Landschloss Don Morillos geflüchtet. Dort ist sie aber von dem jungen Alamir, einem vermeintlichen Soldaten, erkannt worden. Der tölpelhafte Baron wirbt mit ländlichen Festen um die Prinzessin, die jedoch eine Zuneigung zu Alamir gefasst hat. Don Morillos Tochter Sanchette hat ebenfalls ein Auge auf Alamir geworfen, der erwidert ihre Neigung indes nicht. Alamir ist tatsächlich das Inkognito des Herzogs.
Akt 2
Der Bürgermeister erscheint mit Soldaten, um Constance zum König zu bringen. Sie halten zunächst Sanchette für die Gesuchte und ergreifen sie – Don Morillo klärt den Irrtum auf. In Unkenntnis Alamirs wahrer Identität vertraut Constance ihm an, dass sie nicht nur von Don Pedro, sondern auch von dem Herzog von Foix verfolgt werde. Im Hinblick auf eine engere Beziehung zu Alamir sieht sie aber dessen nichtadelige Herkunft als Hindernis und möchte auch Sanchettes Gefühle nicht verletzen. – Es kommt zur Entscheidungsschlacht zwischen der kastilischen Armee und den vereinigten Truppen Frankreichs und des Herzogs von Foix.
3. Akt
Die Truppen Frankreichs und des Herzogs von Foix haben auf dem Schlachtfeld gesiegt, Don Pedro ist gefallen. Alamir kehrt im Triumph zurück, gesteht Constance seine Liebe und offenbart seine wahre Identität. Mit der Heirat der Prinzessin und des Herzogs endet die Feindschaft der Herrscherhäuser. Das Schauspiel schließt mit einem von der Liebe angeführten Divertissement vor dem Hintergrund der Pyreneen.

## Literarische Vorlage und biografische Bezüge
Voltaires Schulfreund Louis François Armand de Vignerot du Plessis wurde 1744 vom König beauftragt die Festlichkeiten in Versailles anlässlich der Hochzeit des Dauphins mit der Infantin als repräsentatives Spektakel zu organisieren. Neben Rameaus komischen Oper Platée war auch ein Comédie-Ballet nach einem Libretto Voltaires vorgesehen. Voltaire begann im April 1744 mit der Verfassung des Textes. In der Zusammenarbeit mit Rameau war er gezwungen, seine Wohnung in Paris mit einer schäbigen Mansarde in Versailles zu tauschen. In seinen Briefen beklagte er sich dazu im Alter von 50 Jahren zum Hofnarren bestellt worden zu sein. Fünf Tage vor der Aufführung verstarb Voltaires ungeliebter älterer Bruder Armand in Paris. Gegen Ende des Jahres war eine Neuaufführung des Werkes als einaktiges Opéra-Ballet vorgesehen. Da Voltaire und Rameau an Le Temple de la Gloire arbeiteten, ging der Auftrag an einen Schützling Richelieus und Bekannten Rameaus, Jean-Jacques Rousseau, der sich gerade in Paris als Musiktheoretiker etablieren wollte. Rousseau überarbeitete sowohl den Text Voltaires als auch die Musik Rameaus zu dem Stück Les Fêtes de Ramire. Da Rousseau in Zeitverzug kam, übernahm Rameau erneut selbst die musikalische Überarbeitung und strich die Rousseaus Arbeiten bis auf ein Rezitativ zusammen. Rousseau dagegen sah die Neufassung als sein eigenes Werk an und war erbost, da sein Name nicht auf dem Titel des Druckes erschien. Der Text von Les Fêtes de Ramire wurde in der Folge weder in die Werkausgabe von Voltaire noch die von Rousseau übernommen.

## Aufführungen und zeitgenössische Rezeption
Für die Festlichkeiten wurde eigens ein Theater von den Brüder Slodtz in den alten Marstall, der Grande Écurie, eingebaut. Die Princesse de Navarre wurde am 23. Februar 1745 uraufgeführt. Der König ordnete eine Wiederholung der Aufführung an, was für eine positive Aufnahme spricht. Als Zeichen der Anerkennung erhielten Voltaire und Rameau einen Folgeauftrag für ein Hoffest am 27. November 1745, an dem ihr Opéra-ballet Le Temple de Gloire uraufgeführt wurde. Auf Wunsch Richelieus wurde Princesse de Navarre am 26. November 1764 erneut in Bordeaux aufgeführt. Voltaire verfasste dazu einen zweiten neuen Prolog zum Stück.

## Drucklegung
Der Text der Princesse de Navarre erschien 1745 bei Ballard fils in Paris mit einem Frontispiz von Pierre-Antoine Baudoin (1723–1769). Die von Jean-Jacques Rousseau bearbeitete einaktige Fassung Les Festes de Ramire erschien Ende des gleichen Jahres ebenfalls bei Ballard.

## Beigaben
Dem Text Princesse de Navarre werden die Ankündigung und der Prolog vorangestellt. Dem Text folgt als Zugabe ein kurzes Divertissement, qui termine le spectacle.

## Erste Ausgaben
- La Princesse de Navarre, Comédie-Ballet, Feste donnée par le Roy en son Château de Versailles, le Mardi 23.  Février 1745, (Paris), Ballard fils, (1745),  8°, XVI, 106 S. online
- Les Festes de Ramire, ballet donné á Versailles le 22. décembre 1745, (Paris), Jean-Baptiste-Christophe Ballard, (1745), 4°, XVI, 14 S. online